# Phương Phú
Phương Phú là một xã thuộc huyện Phụng Hiệp, tỉnh Hậu Giang, Việt Nam.

## Địa lý
Xã Phương Phú nằm ở phía tây nam huyện Phụng Hiệp, có vị trí địa lý:
- Phía đông giáp thị trấn Búng Tàu
- Phía tây giáp thị xã Long Mỹ
- Phía nam giáp tỉnh Sóc Trăng
- Phía bắc giáp xã Phương Bình và xã Hiệp Hưng.

Xã Phương Phú có diện tích 29,29 km², dân số năm 2022 là 8.341 người, mật độ dân số đạt 284 người/km².

## Hành chính
Xã Phương Phú được chia thành 6 ấp: Bình Hòa, Phương An A, Phương An B, Phương Bình, Phương Hòa, Phương Thạnh.